# فهرست فیلسوفان افغانستان
این فهرست فیلسوفان افغانستان (انگلیسی: List of Afghan philosophers) است.

## فیلسوفان افغانستانی
1. ابو نصر فارابی